# Ready, Set, Don't Go
»Ready, Set, Don't Go« je country pesem, ki jo je izvedel ameriški glasbenik Billy Ray Cyrus. Izšla je kot glavni singl iz njegovega desetega glasbenega albuma, Home at Last. 11. julija 2007 je z radijsko verzijo na svoji B-strani izšla preko country radijskih postaj. Pesem je nežna country balada z nekaterimi elementi popa in soft rocka. Pesem si je občinstvo razlagalo na več načinov, in čeprav jo je Billy Ray Cyrus napisal leta preden se je njegova najstarejša hči, Miley, preselila v Los Angeles da bi se osredotočila na snemanje Disney Channelove televizijske serije Hannah Montana, veliko ljudi meni, da pesem govori prav o tem. Pesem »Ready, Set, Don't Go« so glasbeni kritiki v glavnem hvalili, posebno zaradi zgodbe v besedilu. Dosegla je tudi velik komercialni uspeh, ki se je lahko primerjal z uspehom pesmi Billyja Rayja Cyrusa iz prejšnjih let. Ko je zasedla petinosemdeseto mesto na lestvici Billboard Hot 100, je pesem postala prva pesem Billyja Rayja Cyrusa po pesmi »You Won't Be Lonely Now« (2000), ki se je uvrstila na to lestvico.
Videospot pesmi je režiral Elliot Lester in vključuje nekaj posnetkov, ki jih je Billy Ray Cyrus sam posnel skupaj s svojo družino; leta 2008 je prejel nominacijo za nagrado CMT Music Award. Pesem je kasneje ponovno izšla, ko je Billy Ray Cyrus posnel duet s svojo hčerko, pop zvezdnico Miley Cyrus v oktobru 2007. V času, ko je singl izšel, je imela slednja štirinajst let in je po izidu svojega prvega samostojnega glasbenega albuma, Meet Miley Cyrus, uživala velik komercialni uspeh. Duet je postal prvi country singl Miley Cyrus in je prejel še večji komercialni uspeh, kot samostojna verzija pesmi. Pristal je na sedemintridesetem mestu glasbene lestvice Billboard Hot 100, kar je njegova najvišja uvrstitev na kateri koli lestvici ter postal prvi singl Billyja Rayja Cyrusa po singlu »Could've Been Me« (1992), ki se je uvrstil na lestvice zunaj Združenih držav Amerike. Billy Ray Cyrus je s svojo hčerko Miley Cyrus pesem izvedel na več pomembnejših prireditvah, najbolj opazen pa je bil nastop na prvi samostojni turneji Miley Cyrus, Best of Both Worlds Tour.

## Ozadje
Pesem »Ready, Set, Don't Go« je country-pop pesem z določenimi elementi glasbe adult contemporary, značilne za album Home at Last. Pesem je napisana v D-duru. Vokali Billyjaa Rayja in Miley Cyrus se raztezajo čez dve oktavi, od B3 do B5. Temu sledi procesija akordov D—Bm7.
Besedilo pesmi, ki ga je napisal Billy Ray Cyrus v sodelovanju s Caseyjem Beathardom, so si poslušalci razlagali na različne načine Scott Sexton, ki piše za spletno stran About.com, je verjel, da bi pesem »Ready, Set, Don't Go« lahko opisovala več tem. Napisal je: »Pesem bi lahko govorila o ženski, ki zapušča moškega, ali pa o očetu, ki opazuje svojega otroka, kako odhaja in razpira svoja krila.« V intervjuju s Calvinom Gilbertom za CMT News je Billy Ray Cyrus govoril o albumu Home At Last, kjer je povedal, da pesem govori o otrocih in njihovem odraščanju ter odhajanju, nastala pa je iz njegove lastne izkušnje, ko se je skupaj s svojo družino preselil v Los Angeles in pomagal Miley Cyrus z njeno igralsko in pevsko kariero.

## Sprejem kritikov
Pesem »Ready, Set, Don't Go« je s strani glasbenih kritikov v glavnem prejemala pozitivne kritike. Scott Sexton iz spletne strani About.com je napisal, da je pesem »enkratna balada ... glasba je prepojena z močnimi besedami in ima enkraten rockerski zvok.« Stephen Thomas Erlewine, ki piše za spletno stran Allmusic, je pesem označil za eno izmed najboljših pesmi iz albuma Home at Last.

## Dosežki na lestvicah

### Samostojna verzija
Pesem »Ready, Set, Don't Go« je najprej zasedla šestinsedemdeseto mesto na lestvici Billboard Hot Digital Songs Chart, ob koncu tedna 4. avgusta 2007 pa se je tako uvrstila tudi na lestvico Billboard Hot 100. Samostojna verzija pesmi je nazadnje zasedla petinosemdeseto mesto na glasbeni lestvici Billboard Hot 100. Pesem »Ready, Set, Don't Go« je prva pesem Billyja Rayja Cyrusa po singlu »You Won't Be Lonely Now« (2000), ki se je pojavila na lestvici Billboard Hot 100. Pesem »You Won't Be Lonely Now« je na tej lestvici zasedla osemdeseto mesto. Singl »Ready, Set, Don't Go« pa je nazadnje pristal tudi na sedeminštiridesetem mestu lestvice Billboard Hot Country Songs in oseminpetdesetem mestu zdaj že ukinjene glasbene lestvice, Billboard Pop 100.

### Duet
Duet pesmi »Ready, Set, Don't Go« je zaradi popularnosti Miley Cyrus užival veliko večji komercialni uspeh, kot originalna verzija. Ob koncu tedna 27. oktobra 2007 je pristal na petinosemdesetem mestu lestvice Billboard Hot 100. Ob koncu tedna 26. januarja 2008 je pesem zasedla štirideseto mesto na lestvici Billboard Hot 100, s čimer je postala prva pesem Billyja Rayja Cyrusa po pesmi »Achy Breaky Heart« (1992; na lestvici je zasedla četrto mesto), ki se je uvrstila med prvih štirideset pesmi na tej lestvici. Pesem je nazadnje zasedla sedemintrideseto mesto na lestvici Billboard Hot 100 ob koncu tedna 16. februarja leta 2008. Zasedla je tudi četrto mesto na lestvici Billboard Hot Country Songs in tako postala prva pesem Billyja Rayja Cyrusa po pesmi »Busy Man« (1999), ki je zasedla tretje mesto, ki se je uvrstila med prvih deset pesmi na lestvici. Kasneje je pesem dosegla štiriinštirideseto mesto na lestvici Pop 100. Na lestvici Canadian Hot 100 je pesem najprej zasedla štiriindevetdeseto mesto ob koncu tedna 24. novembra leta 2007. Ob koncu tedna 2. februarja 2008 je pesem dosegla sedeminštirideseto mesto na tej lestvici. S tem je pesem postala prvi singl Billyja Rayja Cyrusa po pesmi »Could've Been Me« (1992), ki se je uvrstila na lestvico zunaj Združenih držav Amerike.

## Videospot
Videospot pesmi »Ready, Set, Don't Go« je režiral Elliot Lester. Videospot se prične z roko Billyja Rayja Cyrusa med igranjem akustične kitare. Nato pokaže tudi pevca samega, ki sedi na vrhu dveh črnih zabojev v temni, prazni sobi, oblečen v majico barve sivke s sivim telovnikom, kavbojke in kavbojske škornje. Ko nadaljuje z igranjem na kitaro, se v ozadju prikažejo fotografije Miley Cyrus. Fotografije segajo od mesecev, ko je bila še dojenček, do njenih najstniških let. Medtem, ko Billy Ray Cyrus še naprej poje, kima z glavo in intenzivno stresa s svojimi lasmi, se v ozadju prikaže mnogo posnetkov, ki so jih posneli sami z družino. Prizor se konča z Miley, ki zapušča prizorišče v rumenem taksiju, prikazanem v ozadju. Zadnja scena prikaže Billyja Rayja Cyrusa in Miley Cyrus, v kateri ji on potem, ko prvič sama shodi, reče: »V redu.«
Videospot je leta 2008 prejel nominacijo za nagrado CMT Music Awards v kategoriji za »solzavo-bedasti videospot leta«, vendar je nagrado nazadnje prejel videospot za pesem »I Wonder« Kellie Pickler.

## Nastopi v živo
Billy Ray Cyrus je s pesmijo »Ready, Set, Don't Go« prvič nastopil 9. junija leta 2007 na glasbenem festivalu CMA Music Festival. Kot duet je svojo pesem predstavil 9. oktobra istega leta v oddaji Dancing with the Stars. 20. decembra 2007 se je Billy Ray Cyrus pridružil Miley Cyrus v oddaji The Oprah Winfrey Show, kjer sta nastopila s pesmijo. Pesem »Ready, Set, Don't Go« je bila največkrat izvedena na turneji Best of Both Worlds Tour. Na določenih koncertih sta se Billy Ray Cyrus in njegova hči, Brandi, pridružila Miley Cyrus med izvedbo pesmi kot dodatna izvajalca. 14. aprila leta 2008 je Billy Ray Cyrus pesem »Ready, Set, Don't Go« izvedel na podelitvi nagrad CMT Music Awards. Nastop se je pričel z njim samim, oblečenim v belo majico in rjav telovnik ter kavbojke, med igranjem na akustično kitaro, ki je bila privezana nanj. Pri kitici »kjerkoli že so« (»wherever they are«) se mu je iz zaodrja pridružila tudi Miley, oblečena v večbarvno obleko.
19. januarja 2009 je bila pesem izvedena na prireditvi Kids' Inaugural: »We Are the Future«, prirejene v čast zmage Baracka Obame na volitvah. Oblečena v večbarvni telovnik in kavbojke je Miley Cyrus najprej nastopila s pesmijo »Fly on the Wall«, nato pa je očeta povabila na oder in skupaj sta zapela pesem »Ready, Set, Don't Go«. Billy Ray Cyrus je bil oblečen v črno majico in telovnik, kavbojke ter črno usnjeno jakno.

## Dosežki

### Samostojna verzija
| Lestvica (2007)        | Dosežek |
| ---------------------- | ------- |
| U.S. Billboard Hot 100 | 85      |
| U.S. Hot Country Songs | 47      |
| U.S. Pop 100           | 58      |

|

### Duet
| Lestvica (2007)        | Dosežek |
| ---------------------- | ------- |
| Canadian Hot 100       | 47      |
| U.S. Billboard Hot 100 | 37      |
| U.S. Hot Country Songs | 4       |
| U.S. Pop 100           | 44      |

|}